# 테르테니아
테르테니아(Tertenia)는 이탈리아의 사르데냐 주 누오로도에 있는 코무네이다. 칼리아리에서 북동쪽으로 약 70 킬로미터 (43 mi), 토르톨리에서 남쪽으로 약 25 킬로미터 (16 mi) 떨어져 있다.
테르테니아는 다음 코무네와 접해 있다: 카르데두, 가이로, 예르추, 라누세이, 로체리, 오시니, 울라사이.
이곳은 리오 키라 강을 따라 아르부 산과 페루 산 기슭의 높은 계곡에 위치해 있다.